# Johanna Brandt
Johanna Brandt, nombre de nacimiento: Johanna van Warmelo (Heidelberg, 18 de noviembre de 1876-Ciudad del Cabo, 23 de enero de 1964) fue una escritora sudafricana, propagandista del nacionalismo afrikáner, profetisa y autora de controvertidos escritos pseudocientíficos sobre temas de salud.

## Biografía
Su padre era pastor de la Iglesia reformada holandesa. Estudió en una escuela femenina en El Cabo, y en 1892 vivió seis meses en Europa con su madre al fallecer su padre. Más tarde, se establecieron en Pretoria y en 1897 estudió música en Alemania regresando a Transvaal poco antes del estallido de la Guerra Anglo-Bóer
Fue enfermera voluntaria y espía en la segunda guerra bóer. Poco antes del final de la guerra, Johanna se fue a Holanda y se casó con el ministro reformado  Louis Brandt en 1902. Regresó a Sudáfrica tras nacer el primero de sus siete hijos.
Durante la Primera Guerra Mundial, se implicó en la política nacionalista sudafricana, en particular en la formación de la Unión Sudafricana en 1910.
Apoyó abiertamente la Rebelión de 1914 y proporcionó a los rebeldes en prisión leche y fruta. Tras fracasar la revuelta, fue secretaria del primer congreso del Partido Nacional de la Mujer en Johannesburgo. El propósito de este partido era trabajar para liberar a los rebeldes y cuidar a sus familias.
Según ella, la víspera de la muerte de su madre, recibió de un ángel una visión profética del futuro de Sudáfrica, un futuro sombrío lleno de violencia, donde los blancos, a los que definía como la “raza elegida”, serían atacados por las tribus negras.
En 1927 se trasladó a Estados Unidos y allí realizó estudios de medicina naturista. Ese año publicó su polémico libro La cura de la uva, seguramente inspirado por escritos del naturópata alemán Arnold Ehret, y acusado de charlatanería.
En 2000, la oficina postal sudafricana, sacó una serie de sellos sobre escritores de la guerra de los bóeres, Johanna Brandt spsrece con Sol Plaatje en los sellos de 1,30 rands.

## Publicaciones
- 1905, Het Concentratie-kamp van Irene
- 1912, Die Kappie Kommando of Boerevrouwen in Geheime Dienst
- 1918, Die Millennium, een voorspelling
- 1920, Die smeltkroes
- 1921, Die nieuwe wyn
- 1923, Patricia
- 1927, The grape cure
- 1938, Elinda; or, Love in Carnation Valley
- 1958, Die Kappie Kommando